# Alopecosa palmae
Alopecosa palmae este o specie de păianjeni din genul Alopecosa, familia Lycosidae, descrisă de Schmidt în anul 1982.
Este endemică în Insulele Canare. Conform Catalogue of Life specia Alopecosa palmae nu are subspecii cunoscute.